# Чорноморець (бронепоїзд)
Бронепотяг «Чорноморець» — панцерний потяг збройних сил УНР. 
Бронепоїзд належав бригаді морської піхоти УНР з 21 серпня 1920 р. Командував бронепотягом прапорщик флоту Л. Костяченко. Обслуга панцерника складалась з 20 старшин, 210 козаків. Бронепотяг брав участь у боротьбі з 8-ю більшовицькою кавалерійською дивізією поблизу Стрия в кінці серпня 1920 року. Поїзд активно використовується в сутичках проти Червоної Армії біля річки Дністер. 21 листопада 1920 року на берегах Збруча під Підволочиськом саме морський курінь, підтримуваний вогнем бронепотяга, забезпечив відхід українського війська і до останнього тримав бій з ворогами. 
«Чорноморець» із загоном морської піхоти останнім залишив землю Великої України. Був знищений власним екіпажем перед відступом за річку Збруч.